# Jüchen

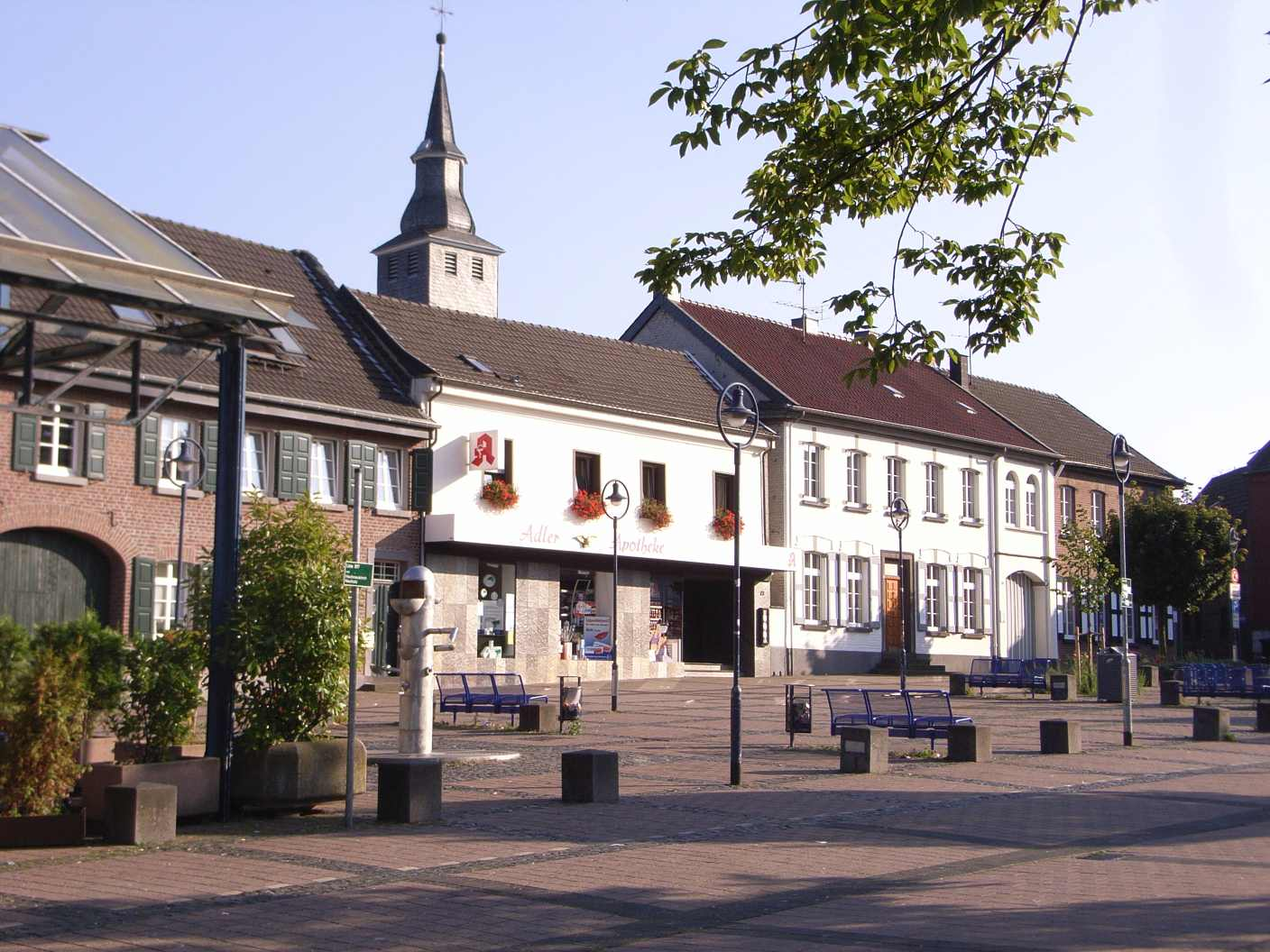
Marché et église évangélique

Jüchen est une commune de Rhénanie-du-Nord-Westphalie située dans l'arrondissement de Rhin Neuss entre Mönchengladbach et Grevenbroich. La mine Garzweiler est située au sud de Jüchen : les vieux quartiers d'Otzenrath, Spenrath et Blade ont dû céder la place à la mine et leurs habitants ont été relogés.

## Quartiers
- Aldenhoven
- Bedburdyck
- Damm
- Dürselen
- Garzweiler
- Gierath
- Gubberath
- Hackhausen
- Herberath
- Hochneukirch
- Holz
- Hoppers
- Kamphausen
- Kelzenberg
- Mürmeln
- Neuenhoven
- Otzenrath
- Priesterath
- Spenrath
- Rath
- Schaan
- Schlich
- Stessen
- Stolzenberg
- Waat
- Wallrath
- Wey

### Population
(au 30 septembre)
- 1983 - 20926

 (au 31 décembre)
- 1998 - 22662
- 1999 - 22636
- 2000 - 22710
- 2001 - 22569
- 2002 - 22476
- 2003 - 22517
- 2004 - 22642
- 2005 - 22793
- 2006 - 22487
- 2007 - 22534
- 2008 - 22732

## Histoire
| Appartenances historiques Comté de Kessel 1274-1307 Comté de Juliers 1307-1336 Margraviat de Juliers 1336-1356 Duché de Juliers 1356-1797 République cisrhénane (Roer) 1797-1802 République française (Roer) 1802-1804 Empire français (Roer) 1804-1813 Royaume de Prusse (Province de Juliers-Clèves-Berg) 1815-1822 Royaume de Prusse (Province de Rhénanie) 1822-1918 République de Weimar 1918-1933 Reich allemand 1933-1945 Allemagne occupée 1945-1949 Allemagne 1949-présent |

Les premiers établissements remontent à la préhistoire. Le toponyme semble provenir de jucunda, villa romaine qui était situé sur la bordure ouest de la ville actuelle.

## Personnalités liées à la ville
- Joseph de Salm-Reifferscheidt-Dyck (1773-1861), botaniste et homme politique né au château de Dyck
- Hans Busch (1884-1973), physicien né à Jüchen
- Annette Schavan (1955-), femme politique née à Jüchen

## Monuments
- Château de Dyck
- Église Saint-Jacques de Jüchen